# Anjo (Michelangelo)
O Anjo é uma escultura de Michelangelo Buonarroti, esculpida entre 1494 e 1495. 
Faz parte da decoração da Arca de São Domingo, na Basílica de São Domingo em Bolonha.

## As três esculturas de Michelangelo na Arca de São Domingo
Michelangelo viveu e trabalhou em Bolonha, com o pseudônimo de Francesco Aldrovandi, do outono de 1494 ao fim de 1495., realizado pela Basílica de São Domingo(Bologna), em conjunto com mais duas esculturas de mármore, São Petrônio e São Proclo.